# Spoorlijn Poprad-Tatry – Plaveč

Spoorlijnen in de Hoge Tatras

Netkaart van de Slowaakse Spoorwegen (ŽSR).

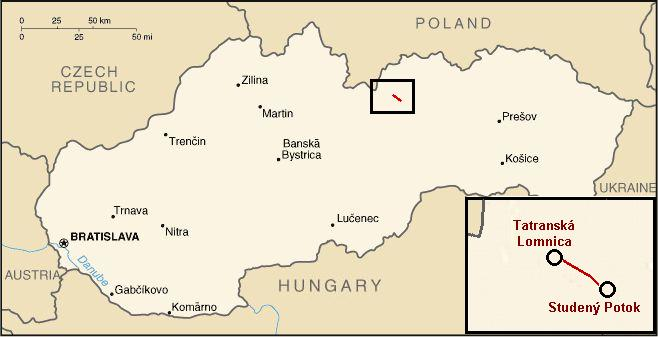
Traject: Studený Potok - Tatranská Lomnica

De spoorlijn Poprad-Tatry – Plaveč (lijn nummer 185) is een enkelsporige secundaire niet-geëlektrificeerde spoorlijn in Slowakije die Poprad via de Popradvallei verbindt met de gemeenten: Kežmarok, Stará Ľubovňa en Plaveč. Het vervoer wordt verwezenlijkt met motorstellen.

## Geschiedenis
De aanleg van de spoorlijn Košice-Bohumín omstreeks 1870 had tot gevolg dat de omliggende gemeenten inspanningen begonnen te leveren om eveneens een vergunning te krijgen voor de bouw van spoorlijnen. In de jaren 1880 werden in de omgeving van Spiš verscheidene nieuwe lijnen aangelegd.

### Poprad - Kežmarok

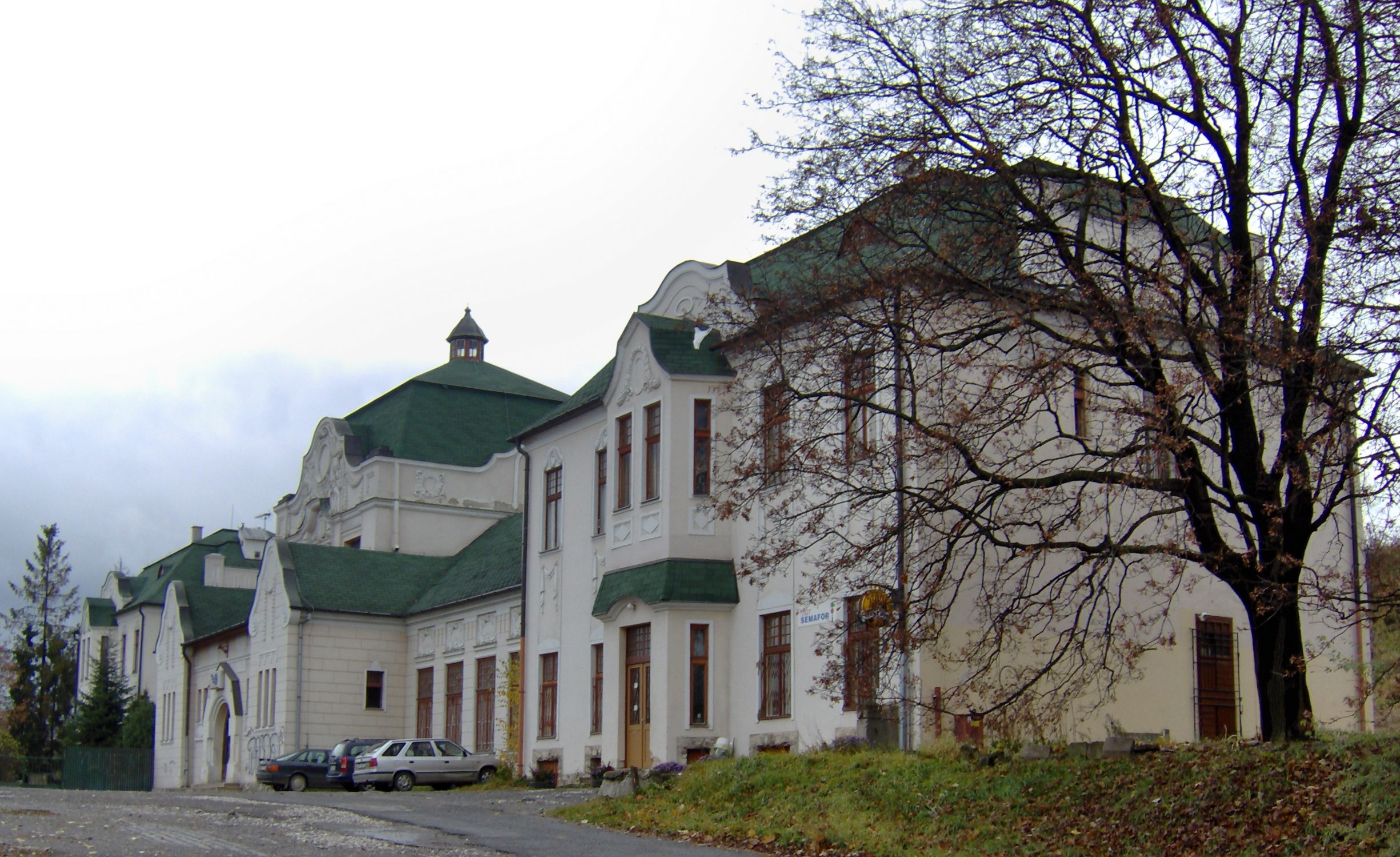
Station Kežmarok

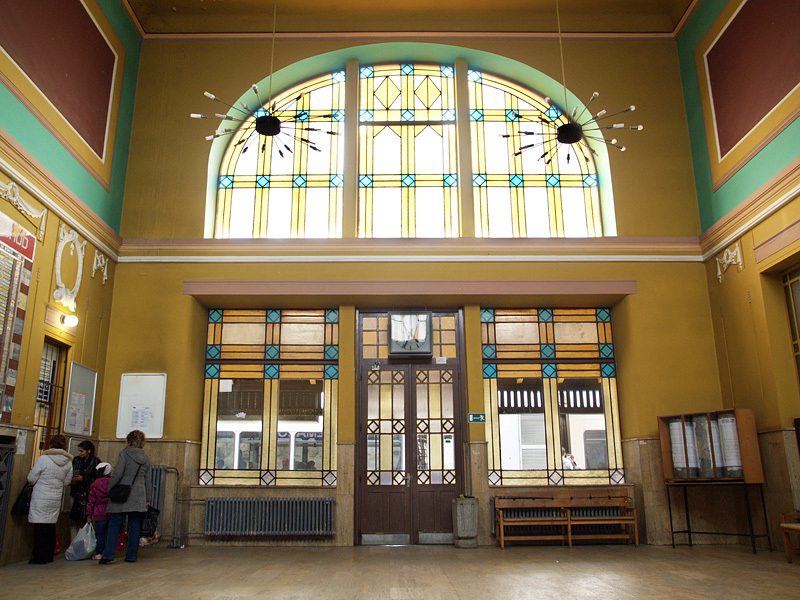
Interieur van het station Kežmarok

De stad Kežmarok was een belangrijk cultureel en economisch centrum aan de Hoge Tatra.
Na het bekomen van de vereiste vergunning, begon men met de aanleg van een lijn van Poprad via Kežmarok naar Spišská Belá.
De bouw van dit spoor vereiste de constructie van:
- 4 bruggen die langer waren dan 10 meter,
- dijken met een hoogte tot 7 meter,
- kruisingen,
- depots.

De werken op het traject van Poprad naar Kežmarok duurden 7 maanden en kostten 770.000 kronen. Het vervoer op deze 13,2 km lange lijn begon op 18 december 1889.

### Kežmarok - Spišská Belá

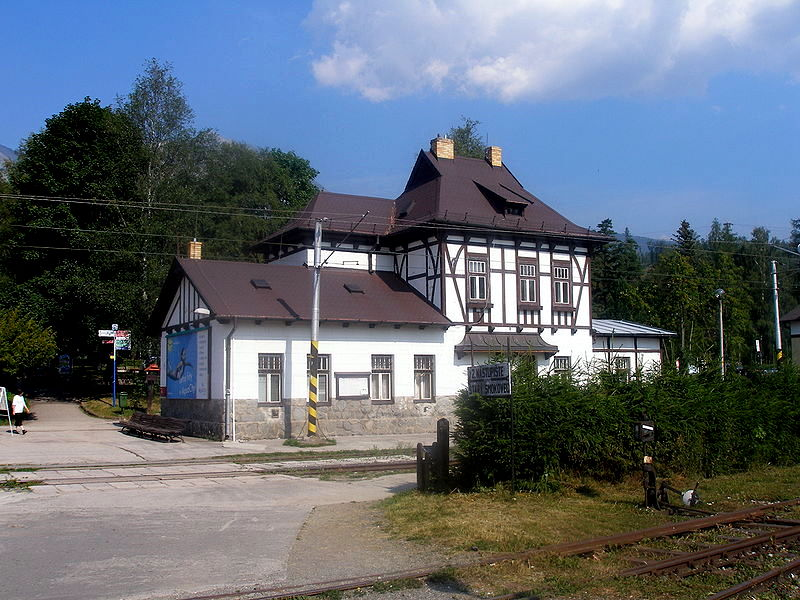
Station Tatranská Lomnica

De verlenging van Kežmarok naar Spišská Belá liep vertraging op. Deze 8,1 km lange sectie werd pas op 6 juni 1892 geopend. De bouwkosten bedroegen 610.000 Kronen.

### Spišská Belá - Podolínec
De constructie van de spoorlijn door de vallei van de Poprad-rivier werd aangevuld met de bouw van het traject Spišská Belá - Podolínec. Dit moest aansluiten op de lijn Prešov - Plaveč en een verbinding met Polen mogelijk maken. Dit deel werd echter pas een halve eeuw later voltooid. De lijn werd grotendeels op een bedding gebouwd en stak de Poprad-rivier over via een 30 meter lange stalen brug. De kosten voor de bouw van dit traçe (11,2 km)  bedroegen 900.000 Kronen, en de eerste treinen kwamen in Podolínec aan, op 10 december 1893.

### Podolínec - Plaveč
Een ander te verwezenlijken lijngedeelte was Podolínec - Orlov. De voltooiing ervan gebeurde pas enkele decennia later, na een onderbreking van de aanleg nabij Podolínec, op het einde van de 19e eeuw. Werkzaamheden die in 1944 herbegonnen, werden als gevolg van de Tweede Wereldoorlog gehinderd. De naoorlogse hervatting van de activiteiten was slechts tijdelijk, zodat de 31,7 km lange spoorverbinding tussen Podolínec, Stará Ľubovňa en Plaveč pas in de jaren 1960 kon worden afgewerkt. De activiteiten in de sectie Podolínec - Plaveč herbegonnen pas op 26 november 1966.

### Studený potok – Tatranská Lomnica
De situering van de spoorweg ten overstaan van de gemeenten ging gepaard met gemeentelijke rivaliteit. 
De stad Poprad gaf de voorkeur aan een verbinding met Starý Smokovec dat toen reeds een bekende badplaats was.
Het wintersportoord Tatranská Lomnica werd bevoordeeld door de aanleg van de spoorlijn vanuit Veľká Lomnica. Uiteindelijk kreeg de lijn naar Tatranská Lomnica een concessie, terwijl voor de lijn naar Starý Smokovec slechts een spoedige aanleg was beloofd.
De constructie van de 9,2 km lange lijn vorderde snel vermits er louter beperkte grondwerken dienden uitgevoerd. De eerste trein arriveerde in Tatranská Lomnica op 1 september 1895, na slechts 5 maanden werk en een investering van 350.000 Kronen De exploitatie van deze lijn was seizoensgebonden: de treinen reden van 15 juni tot 15 september.

### Tatranská Lomnica - Starý Smokovec
In 1911 werd er een aansluiting verwezenlijkt van Tatranská Lomnica naar Starý Smokovec via lijn 184.

## Stations en haltes
De lijn bedient de volgende stations (s) en haltes:
- Poprad-Tatry (s)[4]– Aansluiting met spoorlijn 180 (Žilina – Košice) en 183 (Poprad – Štrbské Pleso)
- Poprad-Spišská Sobota[5]
- Matejovce pri Poprade[6]
- Studený potok [7] (s)[4]
- Tatranská Lomnica[1] – aansluiting met lijn 184 (Tram van de Hoge Tatra) naar Starý Smokovec[3]
- Huncovce
- Kežmarok (s)[4]
- Kežmarok zastávka
- Kežmarok-Pradiareň
- Strážky[8]
- Spišská Belá horné nádražie
- Spišská Belá zastávka (s)[4]
- Bušovce
- Podhorany pri Kežmarku
- Toporec
- Podolínec (s)[9]
- Nižné Ružbachy
- Forbasy
- Stará Ľubovňa (s)[9]
- Chmeľnica
- Plavnica (s)[9]
- Hromoš
- Plaveč (s)[9] – aansluiting met spoorlijn 188 (Košice – Muszyna) naar Polen.